# Глухой велярный взрывной согласный
Глухой велярный взрывной — наиболее часто встречающийся согласный звук во многих языках. Этот звук обозначается знаком k в Международном фонетическом алфавите и k в системе X-SAMPA. В русском языке глухой велярный взрывной звук произносится как «к», например, в слове «кот».
- Место образования: Велярный
- Способ образования: Взрывной
- Тип фонации: Глухой
- Шумный
- Пульмонический согласный

## Распространенность
| Язык        | Слово      | МФА               | Перевод          | Примечания                       |
| ----------- | ---------- | ----------------- | ---------------- | -------------------------------- |
| Английский  | cook       | [kuˀk]            | 'повар'          | См. статью Английская фонология  |
| Белорусский | Ільічоўка  | [ilʲjit͡ʂɔwka]     | "Ильичёвка"      | См. статью Белорусская фонология |
| Испанский   | curable    | [kuˈɾable]        | 'излечимый'      | См. статью Испанская фонетика    |
| Каталанский | suc        | [suk]             | 'сок'            | См. статью Каталанская фонетика  |
| Немецкий    | Pack       | [pʰak]            | 'куча'           | См. статью Немецкая фонетика     |
| Польский    | buk        | МФА: [buk]о файле | 'буковое дерево' | См. статью Польская фонетика     |
| Русский     | кот        | [kot]             | 'кот'            | См. статью Русская фонетика      |
| Турецкий    | kap        | [käp]             | 'горшок'         | См. статью Турецкая фонетика     |
| Финский     | kukka      | [ˈkukːɑ]          | 'цветок'         | См. статью Финская фонетика      |
| Японский    | 空気 kuuki | [ku͍ːki]           | 'воздух'         | См. статью Японская фонетика     |